# Anneka Di Lorenzo
Anneka Di Lorenzo (Saint Paul, 6 september 1952 – Camp Pendleton, 4 januari 2011) was een Amerikaanse actrice in exploitatiefilms en naaktmodel.

## Biografie
Anneka Di Lorenzo werd geboren als Marjorie Lee Thoreson op 6 september 1952 in Saint Paul (Minnesota). Na de scheiding van haar ouders in 1965 liep ze weg naar Los Angeles, waar ze werkte als receptioniste, cocktailserveerster en topless danseres.
Op 17-jarige leeftijd verscheen ze voor het eerst naakt in een mannenblad. In 1972 won ze diverse schoonheidswedstrijden. In 1973 begon ze met modellenwerk voor Penthouse onder de naam Anneka Di Lorenzo. De uitgever van het tijdschrift, Bob Guccione, bezorgde haar ook een bijrol als Messalina in de film Caligula, die in 1976 in Rome werd opgenomen. Di Lorenzo speelde in verschillende hardcore seksscènes geregisseerd door Guccione, tegen de wil van regisseur Tinto Brass in. Omdat Caligula meer dan twee jaar in de postproductie zat, werden de filmsets en kostuums gebruikt om de Italiaanse komische sexploitationfilm Messalina, Messalina! (1977) te draaien, waarin Di Lorenzo haar rol als Messalina hernam, dit keer als het vrouwelijke hoofdpersonage.
Andere films waarin ze verscheen waren onder meer de exploitatiefilms The Centerfold Girls, Mama's Dirty Girls en Act of Vengeance uit 1974. In 1980 had ze een kleine rol als verpleegster in Dressed to Kill van Brian De Palma.
Nadat Caligula in 1979 werd uitgebracht, maakte haar deelname aan de hardcore seksscènes het echter moeilijk voor haar om werk te vinden in mainstreamfilms. Ze verklaarde later dat ze drugs en alcohol had gebruikt om de scènes door te komen. In 1981 viel ze in onmin met Guccione en ze spande een rechtszaak tegen hem aan wegens seksuele intimidatie, waarin ze beweerde dat hij haar dwong om seks te hebben met zijn zakenpartners. Hoewel ze uiteindelijk vier miljoen dollar kreeg toegewezen, verloor ze die schadevergoeding in hoger beroep.
Na het einde van haar acteercarrière leefde Di Lorenzo buiten de schijnwerpers. Ze had verschillende jobs en volgde daarna een opleiding tot yogalerares. In 2000 opende ze kortstondig een vestiging van The Forever Young Experience Inc. onder de naam Anneka Thoreson, samen met Philip Vasta. Later trouwde ze met Vasta, maar haar huwelijk en haar zakelijke ondernemingen mislukten en in 2010 woonde ze bij een van haar zussen.
In januari 2011 spoelde Di Lorenzo's lijk met een gebroken nek en rug aan op het strand van Camp Pendleton. De omstandigheden van haar dood werden nooit opgehelderd.